# Baft (Verwaltungsbezirk)
Baft (persisch بافت) ist ein Schahrestan (persisch شهرستان) in der Provinz Kerman in Iran. Er enthält die Stadt Baft, welche die Hauptstadt des Verwaltungsbezirks ist. 

## Demografie
Bei der Volkszählung 2016 betrug die Einwohnerzahl des Schahrestan 84.103. Die Alphabetisierung lag bei 85 Prozent der Bevölkerung. Knapp 47 Prozent der Bevölkerung lebten in urbanen Regionen.
| Zensusjahr | Einwohnerzahl |
| ---------- | ------------- |
| 2011       | 75.940        |
| 2016       | 84.103        |